# NGC 247
NGC 247 је спирална галаксија у сазвежђу Кит која се налази на NGC листи објеката дубоког неба.
Деклинација објекта је - 20° 45' 36" а ректасцензија 0h 47m 8,3s. Привидна величина (магнитуда) објекта NGC 247 износи 8,9 а фотографска магнитуда 9,6. Налази се на удаљености од 3,448 милиона парсека од Сунца. NGC 247 је још познат и под ознакама ESO 540-22, MCG -4-3-5, UGCA 11, IRAS 00446-2101, PGC 2758.